# سن بیسنس د کاستیت
سن بیسنس د کاستیت (به اسپانیایی: Sant Vicenç de Castellet) یک شهرستان در اسپانیا است که در کاتالونیا واقع شده‌است.

## خصوصیات
سن بیسنس د کاستیت ۱۷٫۱۲ کیلومترمربع مساحت و ۸٬۰۹۶ نفر جمعیت دارد و ۱۷۶ متر بالاتر از سطح دریا واقع شده‌است.